# Voorste Luysmolen
De Voorste Luysmolen is een onderslagmolen op de Abeek, gelegen tussen Bocholt en Stramproy aan Luysenweg 2.
Reeds vóór 1515 werd deze molen als volmolen vermeld. In de loop van de 19e eeuw werd ze ook als korenmolen gebruikt. Het houten molengebouw werd in 1884 door het huidige, bakstenen, gebouw vervangen. In 1952 of 1953 werd het houten gangwerk vervangen door een gietijzeren installatie. In 1965 echter werd het bedrijf stilgezet en raakte de molen in verval.
Van 2000-2002 werd de molen gerestaureerd en weer maalvaardig gemaakt.
De molen is elke laatste zondag van de maand in werking. Ze maakt deel uit van het natuureducatief centrum van het natuurgebied De Luysen, en van hier uit starten ook een aantal wandelingen.
Nabij de Voorste Luysmolen stond er vroeger ook een Achterste Luysmolen die al functioneerde in de 16de eeuw. Die molen werd in 1913 stilgelegd en in 1926 afgebroken.

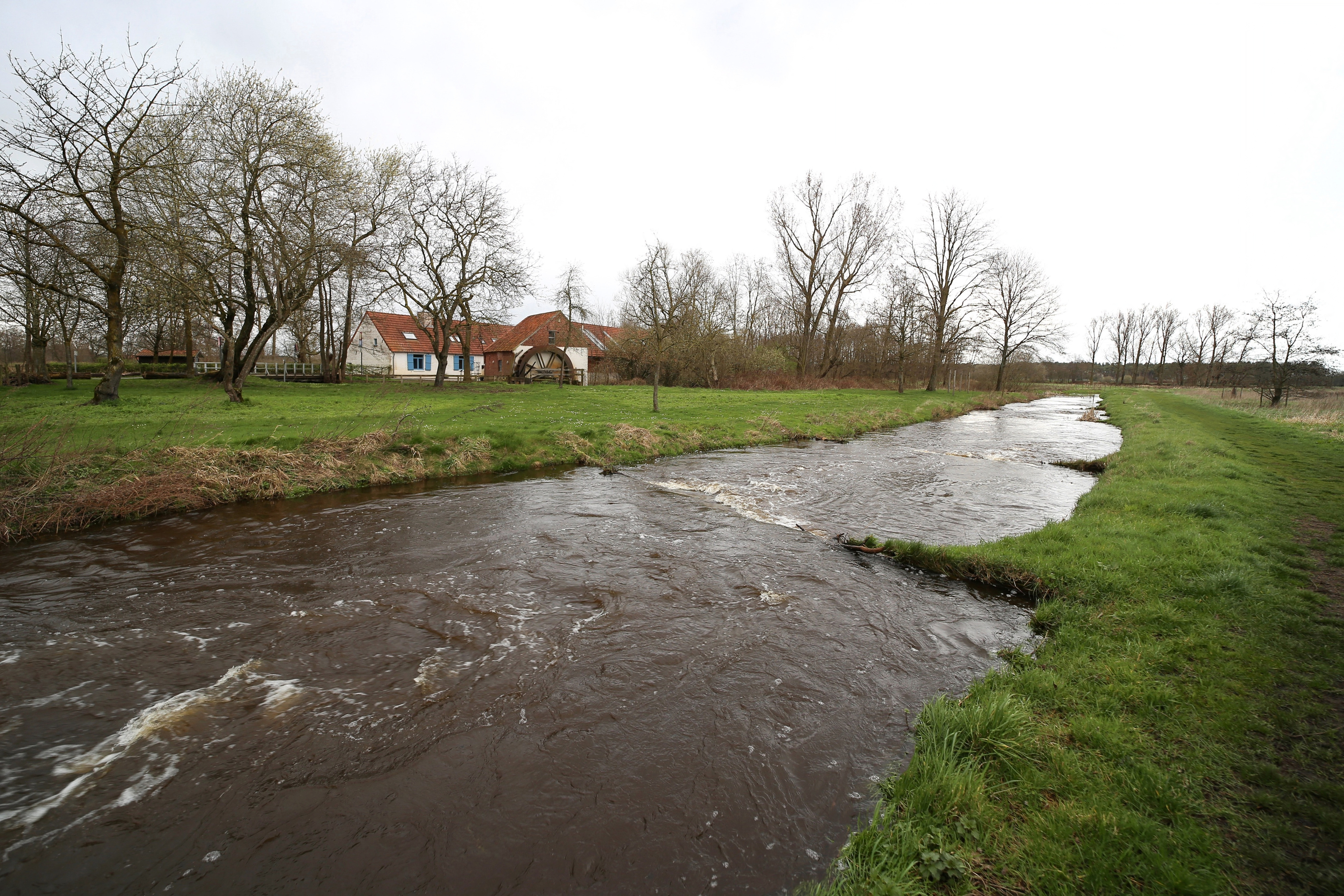
Abeek met Luysmolen

- Inventaris van het Bouwkundig Erfgoed (Vlaanderen): 70731